# Kirchheim (Bas-Rhin)
Kirchheim (ⓘ) ist eine französische Gemeinde mit 704 Einwohnern (Stand 1. Januar 2021) im Département Bas-Rhin in der Europäischen Gebietskörperschaft Elsass und in der Region Grand Est. Sie ist Mitglied des Gemeindeverbandes Communauté de communes de la Mossig et du Vignoble.

## Geographie
Die Ortschaft liegt 22 Kilometer westlich von Straßburg in der Oberrheinebene. Das Flüsschen Mossig durchfließt das Gemeindegebiet am nördlichen Rand und östlich der Bebauung.
Der Weinbau ist in dieser Region ein wichtiger Erwerbszweig.

## Geschichte
Eine erste Erwähnung des Dorfes unter dem Namen Chilchheim stammt aus dem 7. Jahrhundert.
Von 1871 bis zum Ende des Ersten Weltkrieges gehörte Kirchheim als Teil des Reichslandes Elsaß-Lothringen zum Deutschen Reich und war dem Kreis Molsheim im Bezirk Unterelsaß zugeordnet.
| Jahr      | 1910 | 1962 | 1968 | 1975 | 1982 | 1990 | 1999 | 2006 | 2017 |
| Einwohner | 349  | 319  | 321  | 438  | 439  | 499  | 513  | 543  | 706  |

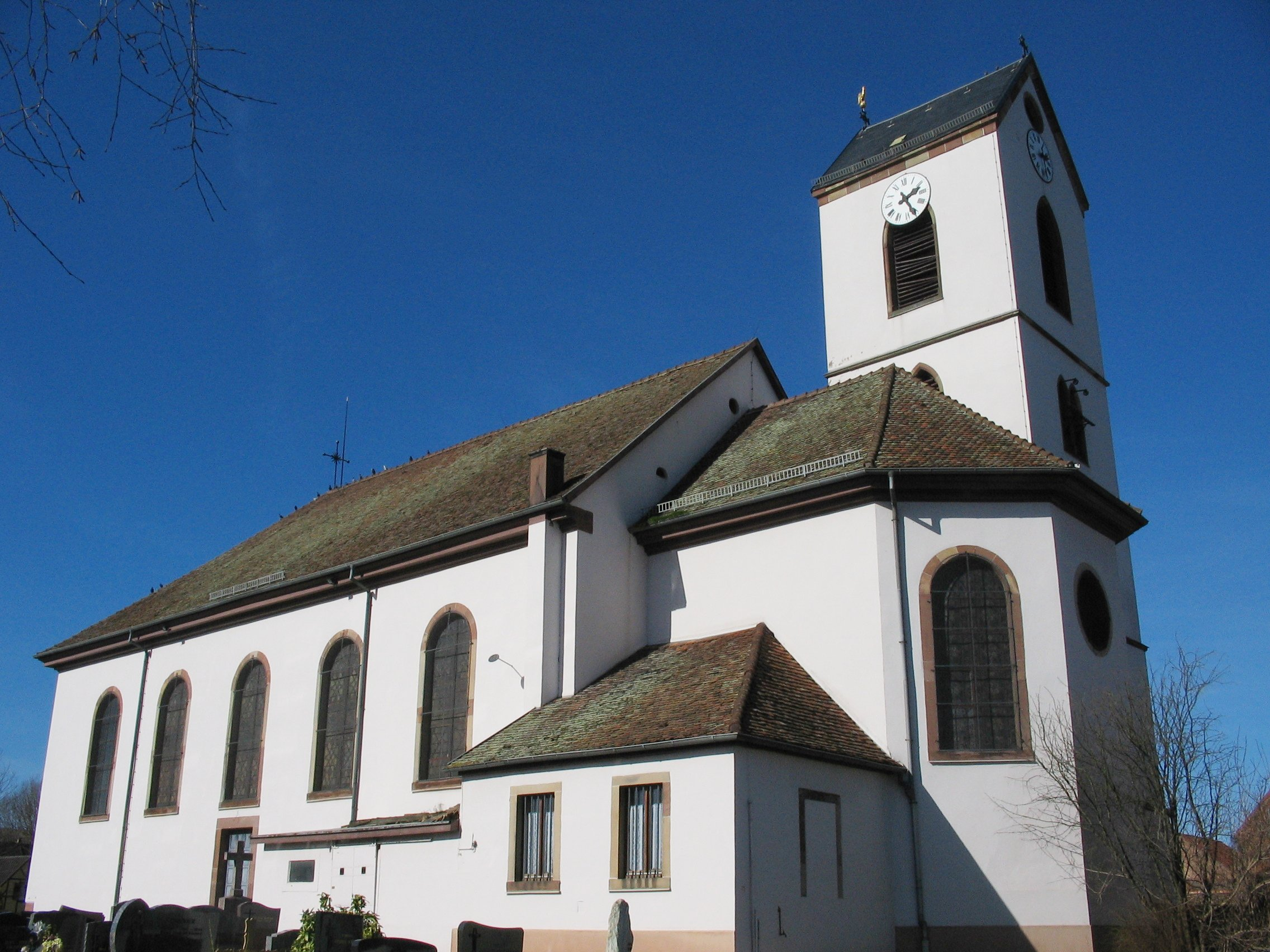
Dreifaltigkeitskirche in Kirchheim
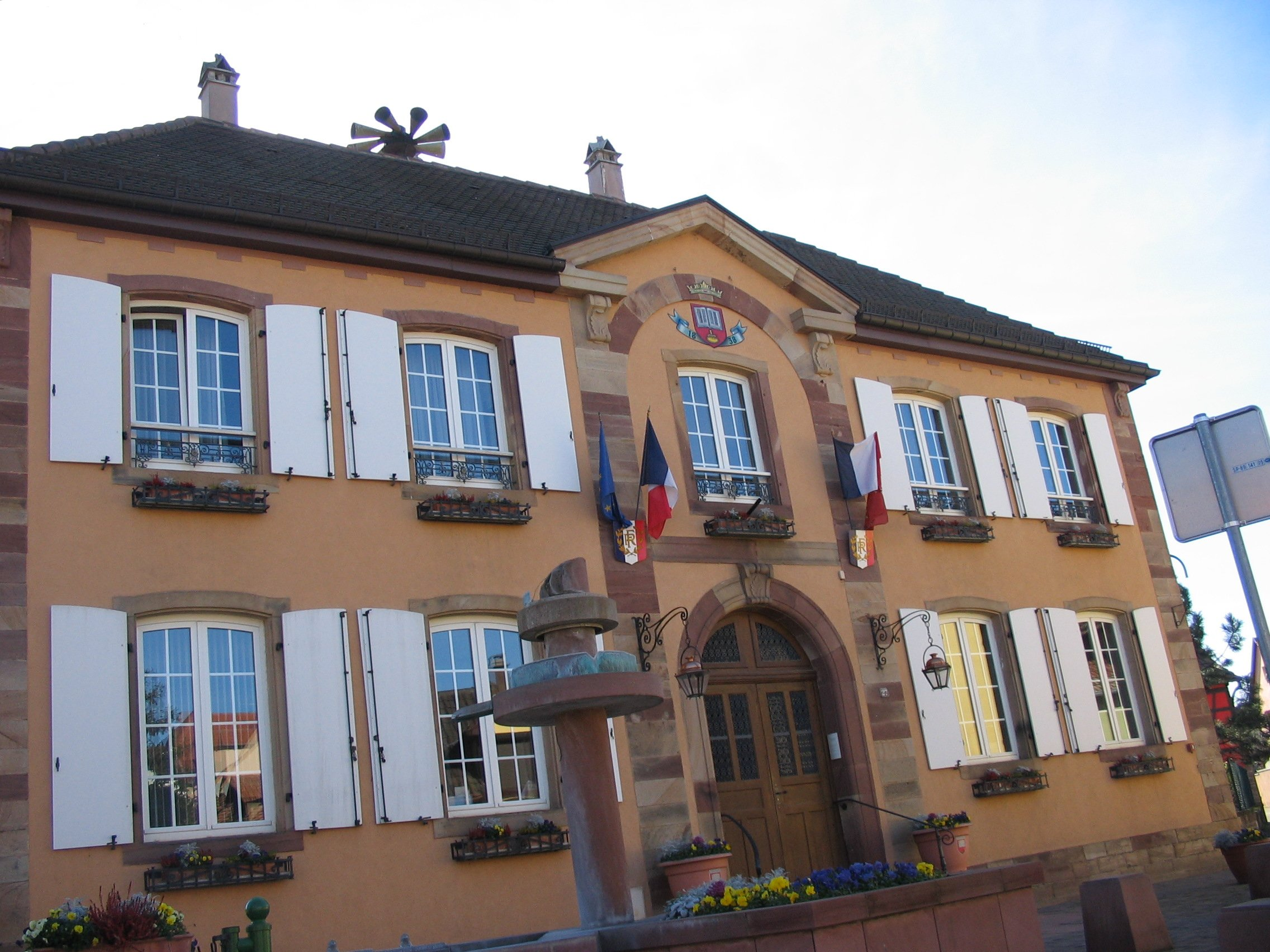
Rathaus von Kirchheim